# تولید دومین
در آواشناسی، تولید دومین (انگلیسی: Secondary articulation) وقتی رخ می‌دهد که تولید یک همخوان برابر با تولید ترکیبی دو یا سه همخوان ساده‌تر باشد که حداقل یکی از آن‌ها ناسوده است.
همه آواها لزوماً تولید نخستین دارند اما تولید دومین نه. در توصیف آواها ابتدا مختصاتی را می‌شمارند که از تولید نخستین بدست آمده و سپس مختصاتی را که از تولید دومین حاصل شده است.